# Jaroslav Lonek

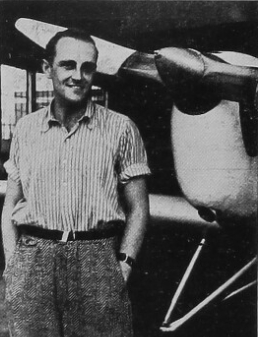
Jaroslav Lonek (1935)

Jaroslav Lonek (* 22. Dezember 1904 in Chrudim; † 26. Januar 1945 in Dresden) war ein tschechoslowakischer Flugzeugkonstrukteur, Pilot und Widerstandskämpfer gegen den Nationalsozialismus.

## Leben
|  | Zlín Z-IX   | erstes Motorflugzeug von Zlín   |
|  | Zlín Z-XII  | zweisitziger Eindecker          |
|  | Zlín Z-XIII | Verbindungsflugzeug, Tiefdecker |

Lonek wurde 1904 als Sohn des Postinspektors Joseph Lonek und seiner Frau Maria (geb. Sela) geboren. Nach der Schulzeit in Pardubice machte er eine Ausbildung zum Feinmechaniker. Anschließend absolvierte er seinen Militärdienst von 1924 bis 1926 bei der tschechoslowakischen Luftwaffe, wo er den Pilotenschein erwarb. Ende der 1920er Jahre war er Gründungsmitglied des Aero Club Ost in Pardubice, wo er auch als Fluglehrer und Konstrukteur arbeitete.
1935 heiratete Jaroslav Lonek seine Frau Bozena, mit der er später eine gemeinsame Tochter hatte.
In den Jahren 1935–1938 war er Chefkonstrukteur der Zlínská letecká akciová společnost (Zlíner Luftverkehrs-Aktiengesellschaft, auch: ZLAS), welche heute als ZLIN AIRCRAFT a.s. Otrokovice, kurz Zlín, firmiert. Nach seinen Plänen wurden das Sportflugzeug Z-IX, der erfolgreiche zweisitzige Eindecker Zlín Z-XII und die Zlín Z-XIII gebaut. 1938 verließ er das Werk.
Am 23. September 1938 wurde eine allgemeine Mobilmachung der tschechoslowakischen Armee erklärt. Jaroslav Lonek wurde zum Luftfahrt-Regiment in Hradec Králové einberufen.
Nach der Errichtung des Protektorats Böhmen und Mähren floh er nach Polen und in Folge des im September 1939 ausbrechenden Zweiten Weltkrieges schließlich in die Sowjetunion, wo er als Fallschirmspringer ausgebildet wurde. Zusammen mit den Piloten Radoslav Selucký, Jan Vycpálek, Vladislav Bobák und Miloslav Hůla wurde Lonek als Agent hinter den feindlichen Linien abgesetzt. Ziel war es unter anderem, deutsche Truppenbewegungen und Rüstungsprojekte auf dem Gebiet des Protektorats auszuspähen. Gemeinsam gelang es ihnen, ein fast das gesamte Gebiet des Protektorats abdeckendes Spionagenetzwerk zu schaffen. Übermittelt wurden ihre Informationen unter anderem mittels verschlüsselter Nachrichten, wofür Selucký und Hůla eigens als Funker ausgebildet wurden, die sowohl die Morsetelegrafie beherrschten, als auch in der Lage waren, entsprechende Funkgeräte zu bauen. Materialproben, Zeichnungen, Dokumente und dergleichen wurden über das Netzwerk außer Landes geschafft.
Anfang des Jahres 1941 vom für die Gestapo arbeitenden Jaroslav Bednář verraten und von den Deutschen entdeckt, wurde Lonek, wie zahlreiche andere des Netzwerks verhaftet und 1943 schließlich zum Tode verurteilt. Am 26. Januar 1945 wurde Lonek in Dresden hingerichtet.

## Ehrung und Gedenken
Für seinen Heldenmut im Widerstand gegen den Nationalsozialismus wurde Jaroslav Lonek nach dem Krieg posthum mit dem Tschechoslowakischen Kriegskreuz 1939 ausgezeichnet.
Außerdem wurde in seiner Heimatstadt Pardubice die Straße Lonkova nach ihm benannt.
Im Jahre 1979 erschien im Militärverlag der DDR das Taschenbuch Das Kommando der Tapferen von František Kavan, welches von Kampf und Wirken des Pardubicers Spionagenetzwerks um Jaroslav Lonek erzählt. In der Original-Sprache erschien es unter dem Titel Komando statečnych. Und auch der tschechische Sachbuchautor und Radiomoderator Dr. Josef Daneš († 1999) berichtete in seinem 1985 erschienenen Buch Za tajemstvím éteru über die Arbeit des Netzwerks und dessen späteren Zerschlagung durch die Gestapo.